# Anna Próchniak
Anna Próchniak, född 22 december 1988, är en polsk skådespelare.
Próchniak har bland annat medverkat i TV-serierna The Tattooist of Auschwitz och Behawiorysta.

## Filmografi (i urval)
- 2022 – Behawiorysta (TV-serie)
- 2024 – The Tattooist of Auschwitz (TV-serie)